# Magnavox

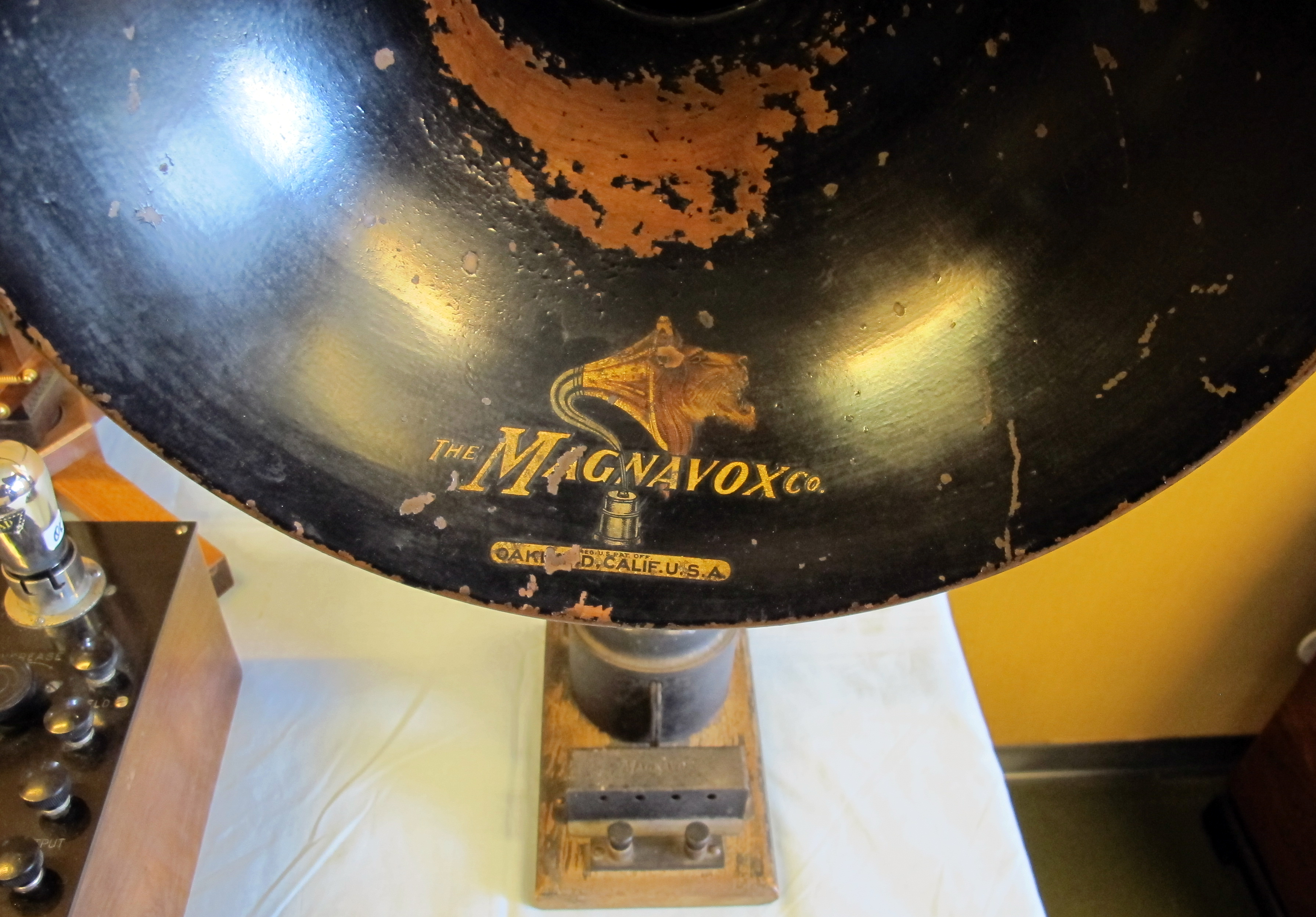
Magnavox-Logo auf einem antiken Schalltrichter

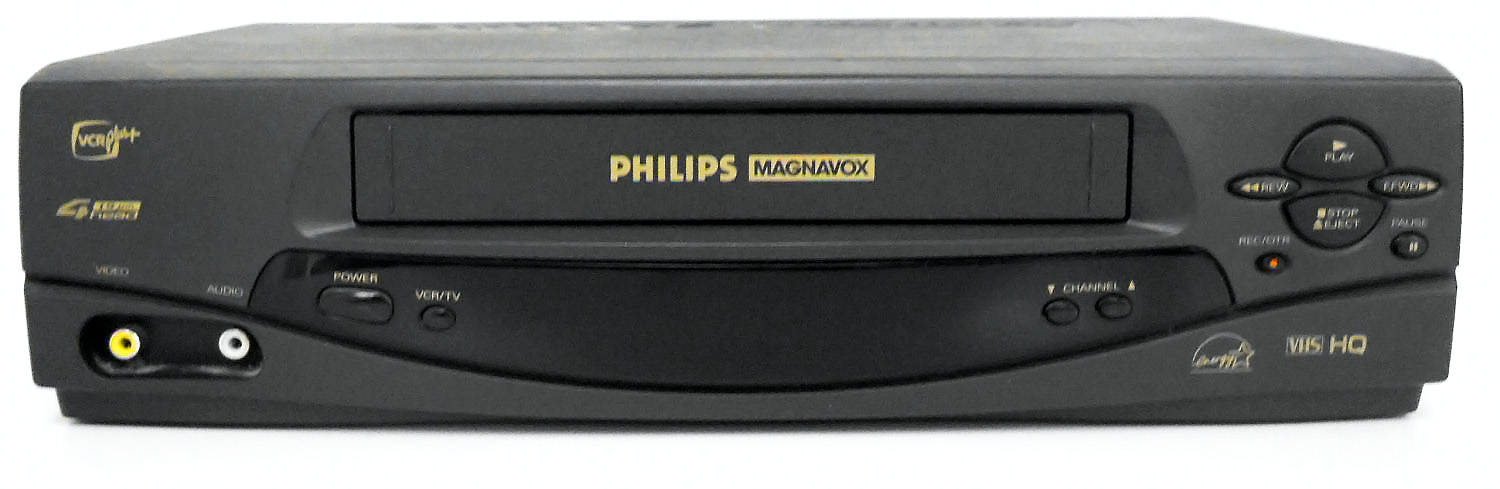
VCRPlus-fähiger Magnavox-Philips-VHS-Videorekorder

Magnavox (lateinisch laute Stimme) ist ein 1917 gegründeter Elektronikhersteller, der seit 1974 zu Philips gehört. Besonders bekannt wurde Magnavox durch die Entwicklung der ersten Videospielkonsole, der Magnavox Odyssey. In der jüngsten Zeit beschäftigt sich das Unternehmen mit dem Vertrieb von Heimkino-Systemen, Flachbildfernsehern, Smart-TVs sowie Blu-ray- und DVD-Playern unter dem Markennamen Magnavox, wobei die Herstellung der Produkte vom japanischen Unternehmen Funai Electric übernommen wird.

## Gründung
Magnavox wurde 1917 von Edwin Pridham und Peter L. Jensen gegründet. Pridham und Jensen hatten 1915 zusammen einen Schwingspulen-Lautsprecher entwickelt, daher stammt auch der Name Magnavox.

## Einstieg in den Videospielemarkt

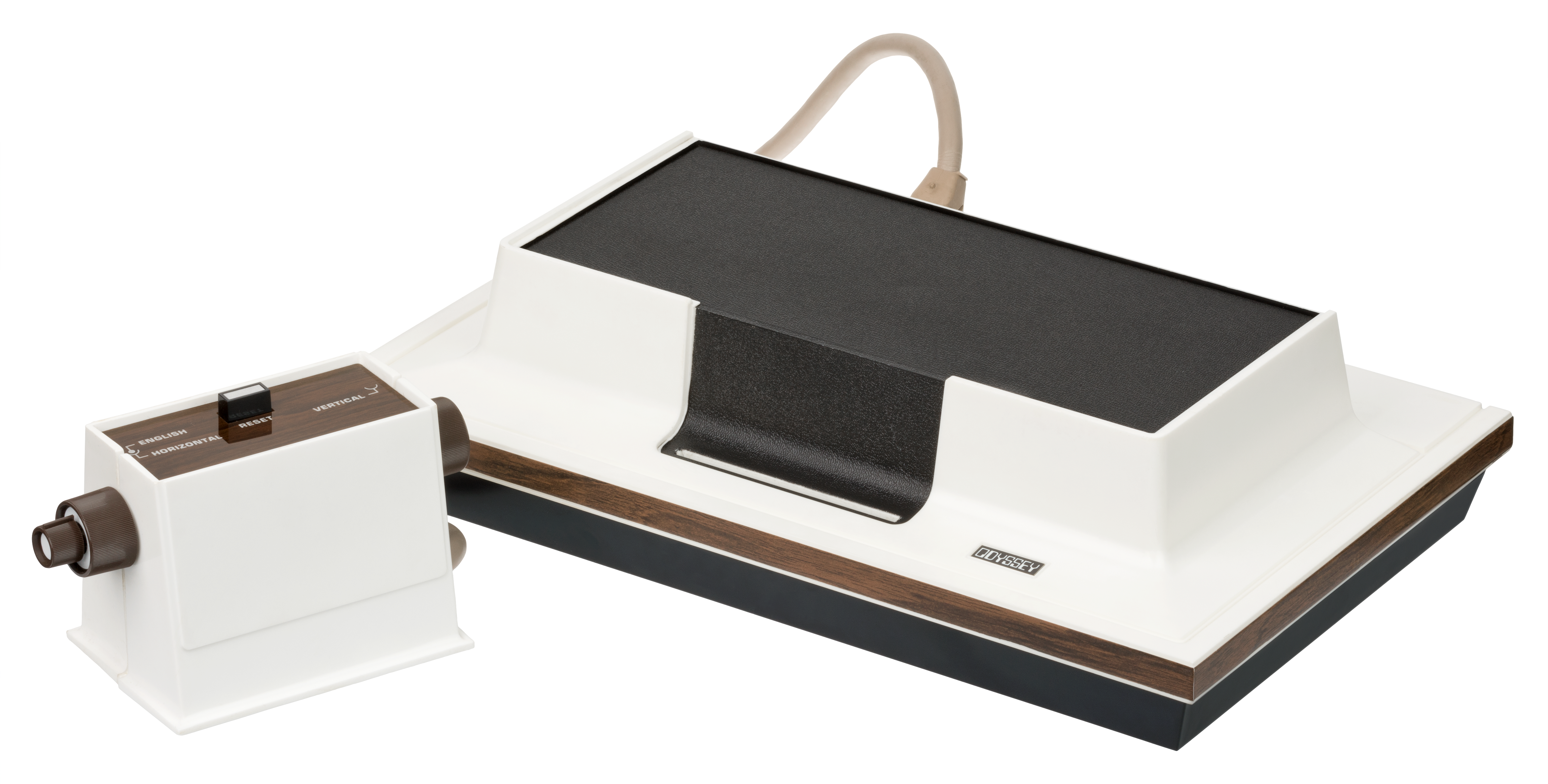
Magnavox Odyssey

Mitte der 1960er-Jahre entwickelte Ralph Baer und ein kleiner Stab Techniker die erste Videospielkonsole. Sie nannten das System einfach Home TV Games. 1968 bekamen sie dafür das erste Videospielepatent. Die Konsole beinhaltete einige Spiele, u. a. Ping Pong, Football und Volleyball.
Bei einer Vorführung des Home TV Games sah Bill Benders das System und war begeistert. Als Benders 1970 Vizepräsident von Magnavox wurde, setzte er die Lizenzierung der Konsole durch, die dann im Jahre 1972 unter dem Namen Odyssey veröffentlicht wurde.
Die grafische Darstellung des Systems war sehr einfach: Es konnten nur Punkte dargestellt werden. Es gab allerdings jede Menge Extras, wie z. B. Schablonen, die auf den Bildschirm geklebt wurden, um das Spielfeld darzustellen, oder einen Block, um den Spielstand zu notieren.
Es wurden laut Baer rund 360.000 Geräte verkauft. Für Magnavox war dies ein eher enttäuschendes Ergebnis, hatte man das Gerät doch mit einer großen Werbekampagne am Markt eingeführt (u. a. mit Frank Sinatra).

## Odyssey II

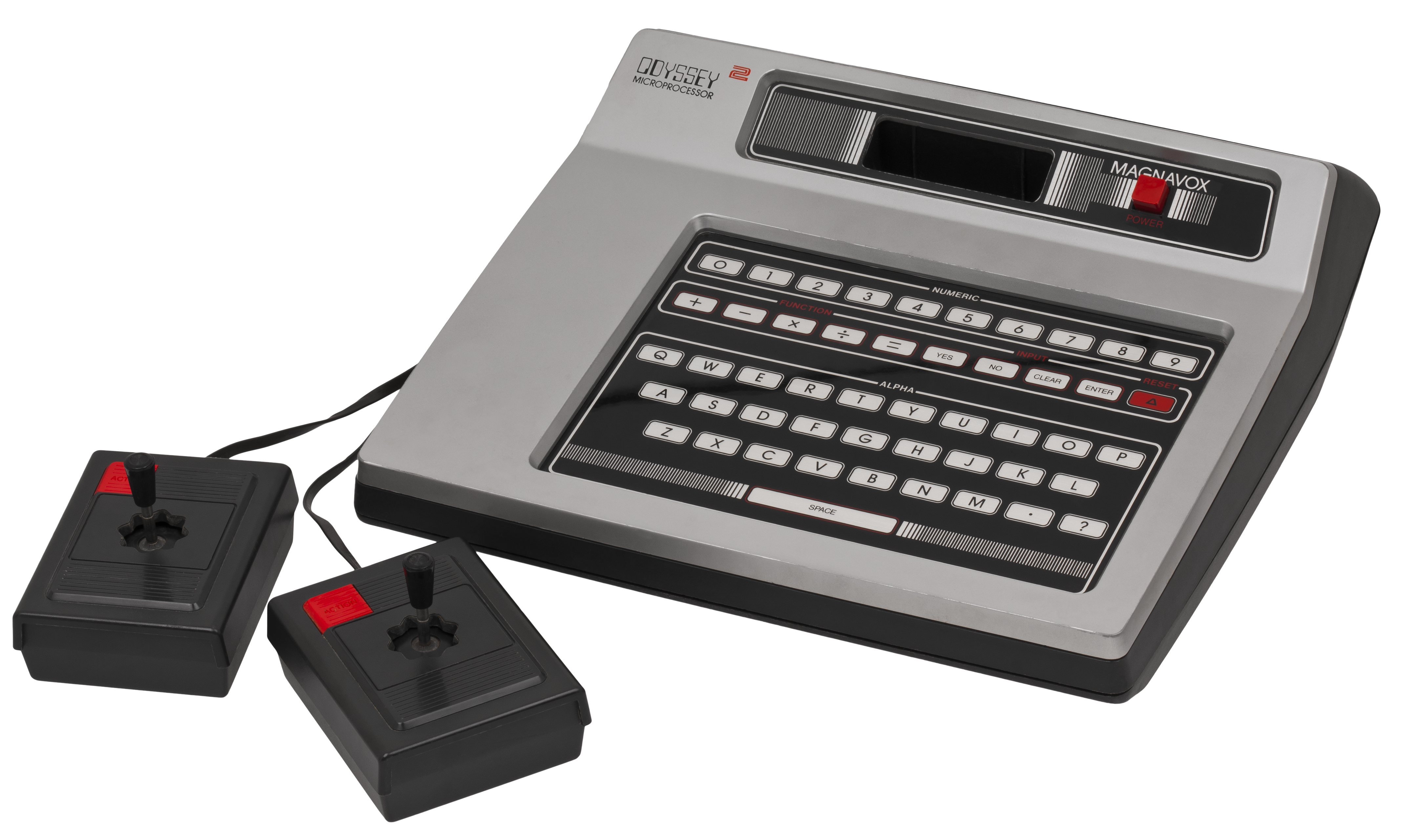
Magnavox Odyssey II

1978 erschien die Odyssey II. Das Gerät war schon beim Erscheinen nicht auf dem Stand der Zeit und die Absätze ließen sehr zu wünschen übrig. Einzig in Europa (dort als Philips Videopac G7000 vermarktet) hatte die Odyssey II großen Erfolg. Insgesamt wurden etwa 1.000.000 Geräte verkauft. Damit lag Magnavox weit abgeschlagen hinter Atari, welche mit ihrem Atari 2600 ca. 30 Millionen Einheiten verkaufte. Danach wurde noch die Odyssey III entwickelt, die jedoch nie veröffentlicht wurde.
Magnavox zog sich aus dem Videospielemarkt zurück und konzentrierte sich wieder auf die Entwicklung von Heimkino-Systemen. Da Magnavox mit der Odyssey-Konsole jedoch gleichzeitig das Patent für Videospielgeräte besaß, wurden später viele Prozesse gegen diverse Unternehmen geführt, die auch alle gewonnen wurden. Unter anderem erhielt Magnavox 700.000 US-Dollar von Atari.

## Innovationen
- 1958: High-Fidelity-Stereo-Kopfhörer
- 1961: Videomatic, ein „elektronisches Auge“, das auf die Raumhelligkeit reagiert und das Fernsehbild automatisch einstellt
- 1983: Einführung der CD auf dem US-Markt
- 1986: Universalfernbedienung für Fernseher und Videorekorder
- 1992: Smart Sound, auch bekannt als „Automatic Volume Control“
- 1993: Remote Locator: Beim Einschalten des Fernsehers gibt die Fernbedienung Pieptöne von sich, um sie einfacher wiederzufinden.